# عارضة خرسانية
العارضية الخرسانية ( الإنجليزية البريطانية ) أو رابط خرساني ( الإنجليزية الأمريكية ) هو نوع من عوارض السكك الحديدية أو روابط السكك الحديدية مصنوعة من الخرسانة المسلحة . 

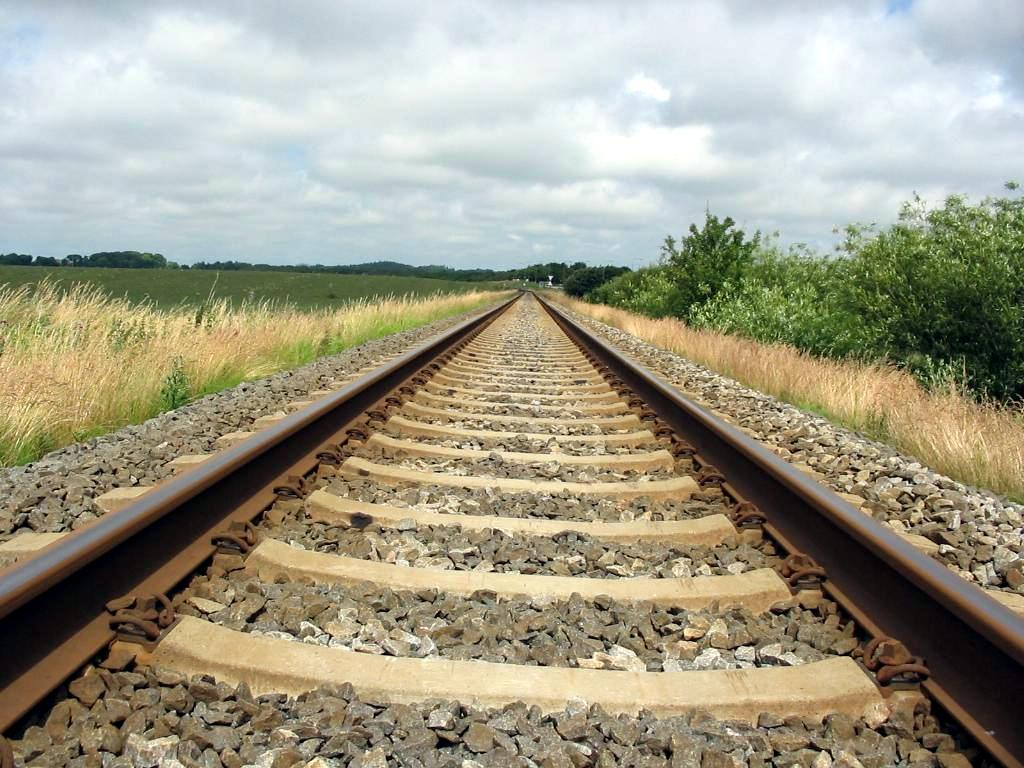
عوارض خرسانية

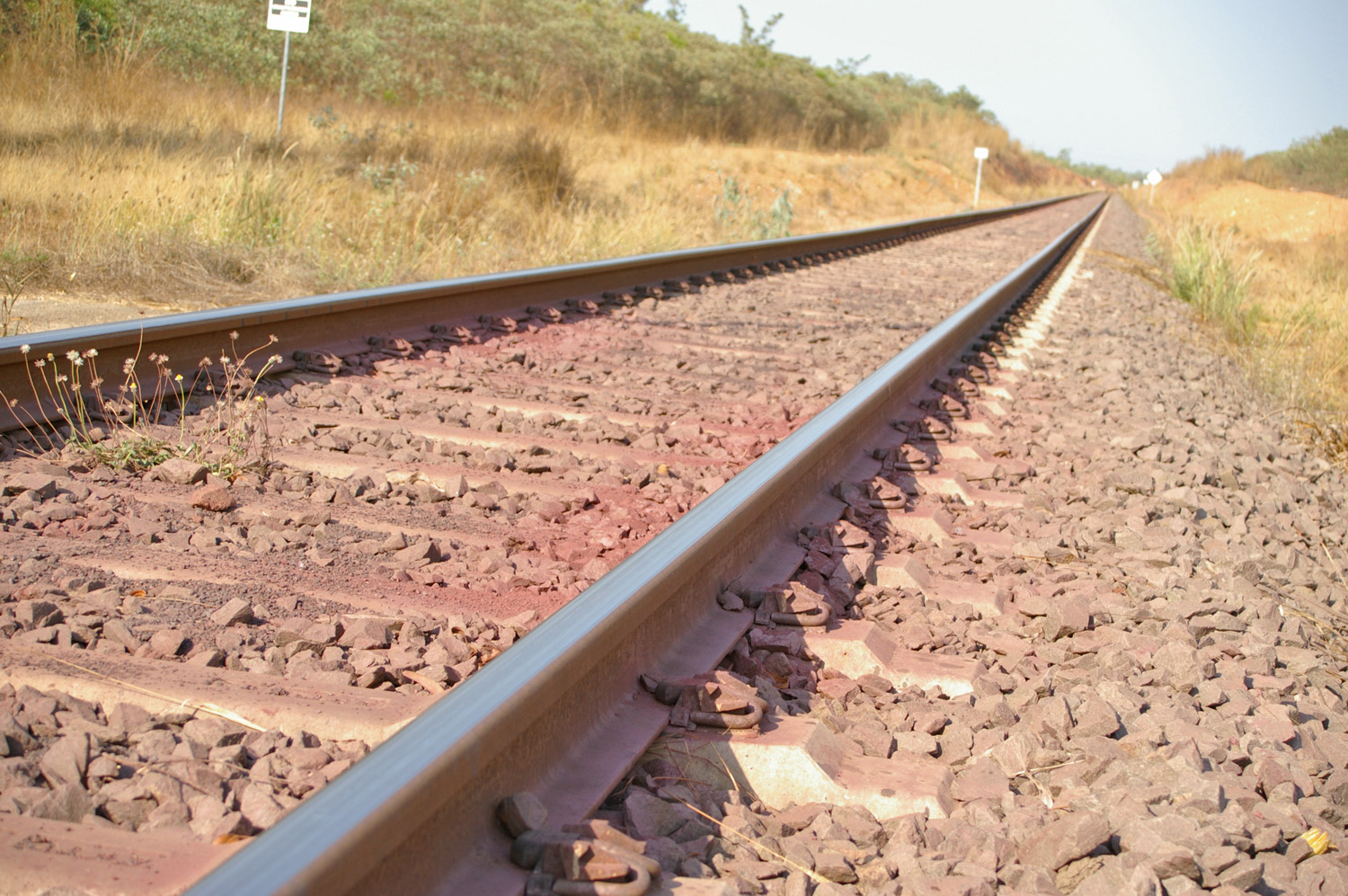
عوارض خرسانية استخدمت على طول خط خط سكة حديد أديلايد-داروين

العوارض الخرسانية تكون أقل مرونة، وبالتالي تصدر ضوضاء أكثر من العوارض الخشبية حين مرور القطارات عليها. 

## التاريخ
لم يتحقق تقدم كبير حتى الحرب العالمية الثانية ، عندما كانت الأخشاب المستخدمة كعوارض نادرة بسبب المنافسة من الاستخدامات الأخرى، مثل الألغام. بعد الأبحاث التي أجريت على السكك الحديدية الفرنسية وغيرها من السكك الحديدية الأوروبية، تم تطوير عوارض خرسانية مسبقة الإجهاد. كما تم تركيب أقسام السكك الحديدية الثقيلة والقضبان الملحومة الطويلة، مما تطلب عوارض أعلى جودة. حفزت هذه الظروف على تطوير عوارض في فرنسا وألمانيا وبريطانيا، حيث كانت التكنولوجيا مثالية. 

## ألواح تحت العوارض
تفتقر العوارض الخرسانية إلى مرونة العوارض الخشبية، ,وبالتالي المسارات التي تحتوي على طبقة التحكيم عادة ما تتدهور فيها حصى التحكيم عند تحميلها. هذا صحيح بشكل خاص في المنحنيات والتحويل والتبديل. لتقليل التآكل على التحكيم، وفي بعض الحالات توفر عزل اهتزازي، يتم تثبيت ألواح تحت العوارض. تصنع الألواح عادةً من رغاوي البولي يوريثان ذات الصلابة المصممة لتلبية متطلبات مرونة المسار. 